# Komplexes adaptives System
Komplexe adaptive Systeme (KAS) sind ein Spezialfall von komplexen Systemen. Sie sind komplex, weil sie aus mehreren zusammenhängenden Elementen bestehen.  Sie sind adaptiv, weil sie ein besonderes Anpassungsvermögen an ihre Umwelt zeigen und die Möglichkeit haben, (aus Erfahrung) zu lernen. Der Name komplexe adaptive Systeme wurde im interdisziplinären Santa Fe Institute von John H. Holland, Murray Gell-Mann und anderen entwickelt. Holland ist ein weiterer späterer Erfinder des evolutionären Algorithmus, dieser wurde bereits 1973 von Ingo Rechenberg (Rechenberg, 1973) entwickelt und mathematisch untermauert. Mit dem Namen John Holland verbindet man die Einführung des genetischen Algorithmus, der ursprünglich vom Nobelpreisträger Gell-Mann, eigentlich dem Entdecker der Quarks, entwickelt wurde.
Der Terminus komplexe adaptive Systeme (oder auch komplexes System) bezeichnet ein weitläufiges akademisches Feld. Die Komplexitätstheorie ist keine einzelne Theorie, sie umfasst mehr als einen theoretischen Rahmen und ist hochgradig interdisziplinär, indem sie Antworten sucht auf fundamentale Fragen von lebenden, anpassungsfähigen und veränderlichen Systemen.
Beispiele für solche komplexe adaptive Systeme sind der Aktienmarkt, soziale Insekten und Ameisenkolonien, die Biosphäre und das Ökosystem, das Gehirn und das Immunsystem, die Zelle und die Embryonalentwicklung, Unternehmen für Produktion und Dienstleistungen, Gruppen in sozialen Systemen wie etwa politische Parteien und Communities. Ein Spezialfall eines komplexen adaptiven Systems ist ein sozioökologisches System, etwa in der Ökologie.
Es gibt eine enge Beziehung zwischen komplexen adaptiven Systemen und künstlichem Leben. In beiden Gebieten sind die Prinzipien Emergenz und Selbstorganisation sehr wichtig.

## Definitionen
Ein komplexes adaptives System ist ein komplexes, selbstähnliches Kollektiv von interagierenden adaptiven Akteuren.
- John H. Holland: „Cas [complex adaptive systems] are systems that have a large numbers of components, often called agents, that interact and adapt or learn.“[1]

## Eigenschaften

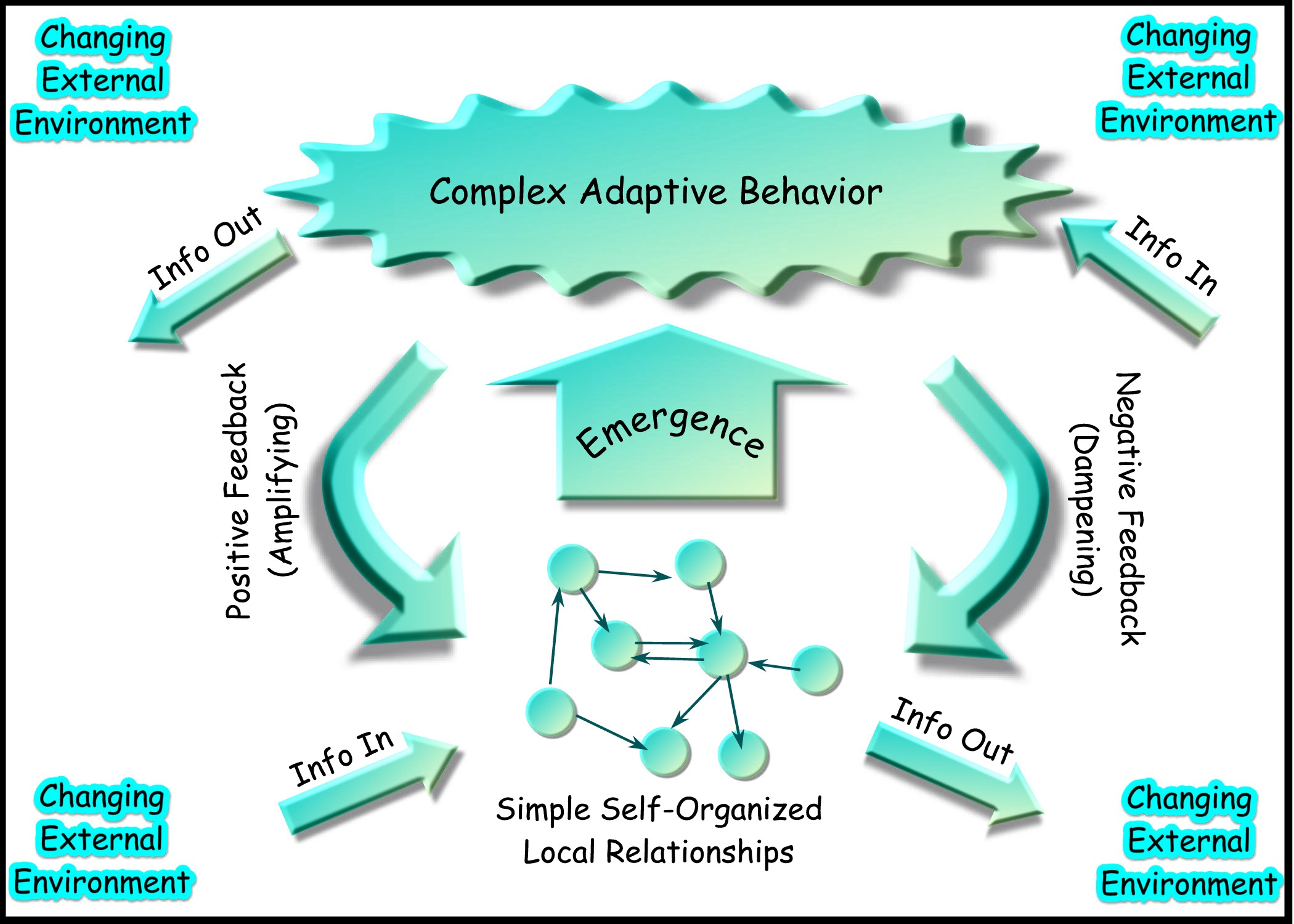
Darstellungsmöglichkeit eines komplexen adaptiven Systems

Was komplexe adaptive Systeme von reinen Multi-Agenten-Systemen unterscheidet, sind Eigenschaften wie Selbst-Ähnlichkeit, Komplexität, Emergenz und Selbstorganisation. Ein Multi-Agenten-System ist einfach definiert, als multiple, interagierende Agenten. In komplexen adaptiven Systemen sind sowohl die Agenten als auch das System adaptiv: das System ist selbstähnlich. Ein komplexes adaptives System ist ein komplexes, selbstähnliches Kollektiv von interagierenden adaptiven Agenten.
Andere wichtige Eigenschaften sind Anpassung (manchmal auch Homöostase genannt), Kommunikation, Spezialisierung, räumliche und zeitliche Organisation, und natürlich Reproduktion. Sie zeigen sich auf allen Ebenen: Zellen spezialisieren sich, passen sich an und reproduzieren sich genauso wie größere Organismen. Kommunikation und Kooperation findet auf allen Ebenen statt, vom Agenten bis zur Systemebene.